# Matthias König
Matthias König (ur. 3 listopada 1959 w Dortmundzie) – niemiecki duchowny rzymskokatolicki, biskup pomocniczy Paderborn od 2004.

## Życiorys
Święcenia kapłańskie otrzymał 25 maja 1985 z rąk Johannesa Joachima Degenhardta. Inkardynowany do archidiecezji paderborńskiej, pracował duszpastersko na jej terenie. Od 2004 był także członkiem Rady Kapłańskiej.
14 października 2004 papież Jan Paweł II mianował go biskupem pomocniczym archidiecezji paderborńskiej, ze stolicą tytularną Elicroca. Sakry biskupiej udzielił mu abp Hans-Josef Becker.